# Syzygospora sorana
Syzygospora sorana är en lavart som beskrevs av Hauerslev 1989. Syzygospora sorana ingår i släktet Syzygospora och familjen Carcinomycetaceae.   Inga underarter finns listade i Catalogue of Life.